# Genghis Blues
Genghis Blues (1999) es una película documental sobre los habitantes de Tuvá, en la Federación Rusa, con la participación del cantante y guitarrista Paul Pena y el cantante de Xöömej Kongar-ol Ondar. Esta película ganó, en 1999, el premio del público para un documental del Sundance Film Festival. Fue también nominada a los premios Óscar.